# Khānom Kohneh
Khānom Kohneh (persiska: خانُم كُهنِه, خانُم گون, خانُم كُن, خَنُم كَن, خَنُم گُّن, خانم کهنه) är en ort i Iran.   Den ligger i provinsen Kurdistan, i den nordvästra delen av landet, 500 km väster om huvudstaden Teheran. Khānom Kohneh ligger 1 317 meter över havet och antalet invånare är 191.
Terrängen runt Khānom Kohneh är huvudsakligen kuperad, men åt sydost är den platt. Runt Khānom Kohneh är det ganska tätbefolkat, med 60 invånare per kvadratkilometer. Närmaste större samhälle är Marivan, 19,3 km sydost om Khānom Kohneh. Trakten runt Khānom Kohneh består till största delen av jordbruksmark.